# دوره ویکتوریا
دورهٔ ویکتوریا یا دورهٔ ویکتوریایی (به انگلیسی: Victorian era)، دورهٔ اوج انقلاب صنعتی در بریتانیا و اوج امپراتوری بریتانیا بود.
پس از ویلیام چهارم، که خود جانشین جرج چهارم بود، در ۱۸۳۷، ملکه ویکتوریای ۱۸ساله به تخت نشست. دوران ۶۴سالهٔ سلطنت او در تاریخ انگلستان به «عصر ویکتوریا» شهرت دارد، که همزمان با به‌اوج‌رسیدن گسترهٔ امپراتوری بریتانیا در سطح جهان بود.
در اواخر نیمهٔ اوّل سدهٔ نوزدهم، حزب محافظه‌کار بنیاد نهاده شد. عصر ویکتوریا همچنین، عصر تأسیس شرکت‌های نفتیِ مهمی چون شرکت نفت برمه، رویال داچ شل و شرکت نفت ایران و انگلیس است. ویلیام گلادستون و بنجامین دیزرائیلی، به‌ترتیب از حزب لیبرال و محافظه‌کار، مهم‌ترین نخست‌وزیران دورهٔ ویکتوریا بودند.
کتاب خاستگاه گونه‌ها چارلز داروین در ۱۸۵۹ منتشر شد و انقلابی در دانش زیست‌شناسی پدید آورد. همچنین موجب تأثیرات فرهنگی بسیاری گشت. ملکه ویکتوریا در سال ۱۹۰۱ درگذشت و فرزندش ادوارد هفتم، از دودمان ساکس-کوبرگ و گوتا، به پادشاهی رسید.
عصر میانین ویکتوریایی با گشایش قصر کریستال به وسیله ملکه ویکتوریا در سال ۱۸۵۱ آغاز میشود یعنی همان سالی که نخستین کتاب اسپنسر منتشر شده بود. این عصر، يك دوره سرشار از اعتماد به نفس و خشنودي خاطر بود. دردسرهای شاخص انقلاب صنعتی فروکش کرده بودند؛ تحریکات جنبش کارگری آرام گرفته بودند؛ از بدترین پیامدهای قانون جدید حمایت از مستمندان جلوگیری شده بود؛ از دشواری های ناشی از گرسنگی های دهه ۱۸۴۰ تنها خاطره ای باقی مانده بود و رادیکالیسم مردم پسند دیگر چندان جدی گرفته نمیشد به نظر بیشتر مردم این عصر چنین می نمود که انگلستان دیگر در بستر آرام و امنی قرار گرفته بود که جز فراوانی و کامروایی فزاینده چیز دیگری را نخواهد دید.
تنعم فزاینده و تولید صنعتی و بازرگانی خارجی انگلستان این کشور را بر فراز همه کشورهای دیگر قرار داده بودند بریتانیا کارگاه جهان گشته بود در سال ۱۸۴۸، انگلستان نیمی از شمش آهن جهان را تولید میکرد و در سی سال بعد، حجم تولیدش را سه برابر ساخته بود. در سال ۱۸۳۰ تولید ذغال‌سنگ کشور سی میلیون تن بود، اما چهل سال بعد این رقم به صد و سی میلیون رسیده بود در سال ۱۸۷۰ حجم بازرگانی خارجی پادشاهی متحد بریتانیا از مجموع حجم بازرگانی فرانسه آلمان و ایتالیا بیشتر بود و تقریباً به چهار برابر بازرگانی خارجی ایالات متحده رسیده بود بریتانیا بر اقیانوسها و دریاهای جهان فرمان میراند و تفوق دریایی او بلا منازع بود در همان زمان که قاره اروپا گرفتار جنگ و انقلاب بود انگلستان در درون و بیرون کشور از صلح و آرامش برخورداری داشت.
سطح زندگی مردم بریتانیا با شتاب رو به افزایش بود بیگمان، در قاعده هرم جامعه هنوز یکدهم جمعیت در فقر و محرومیت زندگی میکردند و توده کارگران غیر ماهر و بدون سازمان دستمزد و تغذیه نازلی داشتند و در شرایطی به سر میبردند که تنها کمی بهتر از وضع كل محرومان جهان بود اما صنعتگران کشاورزان و کارگران ماهر در مجموع زندگی خوبی داشتند. سطح تنعم طبقه متوسط که جمعیت آن به سرعت رو به افزایش بود، چنان بالا رفته بود که خوشبینی این عصر و حالت آسودمندانه ای را که شاخص سخنگویان این عصر است توجیه پذیر می سازد.
در نظر طبقه متوسط انگلیس و بیشتر سخنگویان روشنفکر آن چنین می نمود که این پیشرفتها همگی مدیون صرفه جویی و کارکرد منظم افراد خصوصی بودند، یعنی مدیون همان کسانی که بر اثر کوششهای منضبط‌شان دستگاه صنعتی ای که تنعم بریتانیا بر آن استوار‌ بود، ساخته آمده بود آنان احساس میکردند که بهترین حکومت آن نوع حکومتی است که از همه کمتر حکومت کند آنها خواستار يك دولت شب‌پا بودند که از شهروندانش در درون و بیرون کشور پاسداری کند اما در زمینه های دیگر کارها را به ابتکار افراد خصوصی واگذارد شمار کمی از آنان با خبر بودند که در همان سال‌هایی که فعالیت خصوصی در اوج خود بود دولت نوین در صدد انباشتن قدرت هایی بود که برای این آقایان عصر ویکتوریایی میبایست هراس انگیز بوده باشند.